# Капский ворон
Капский ворон (лат. Corvus capensis) — вид птиц из рода во́ронов.

## Описание
Длина капского ворона немного больше, чем у чёрной вороны: 48—50 см. Оперение полностью чёрное с лёгким фиолетовым блеском. Ноги пропорционально более длинные, крылья и хвост также длиннее чем у чёрной вороны, клюв гораздо длиннее и тоньше. Вероятно, такой клюв предназначен для поиска в земле мелких животных. Перья на голове имеют медно-фиолетовый оттенок. Горловые перья довольно длинные. Птицы распушают их при демонстрационном поведении и во время некоторых форм вокализации.
Существует предположение, что капский ворон образует единый надвид с грачом (С. frugilegus), хотя они существенно отличаются (в том числе поведением, связанным с гнездованием). Самое заметное сходство между ними — заострённый клюв.
В природе встречаются парами или стаями, внутри которых все птицы связаны семейным родством.
Выделяют два подвида капского ворона — слабо отличающиеся, хотя и разделённые географически:
- C. c. kordofanensis Laubmann, 1919

обитает в юго-восточном Судане, северной Эритрее, большей части Эфиопского нагорья, северном и юго-восточном Сомали, юго-восточной Уганде, западной и центральной Кении и на крайнем севере Танзании.
- C. c. capensis Lichtenstein, 1823

обитает от центральной Анголы, западной Замбии и Зимбабве до Южной Африки, Эсватини и Лесото; возможно, есть и в юго-западном Мозамбике.
Северная популяция меньше числом, чем южная.

## Среда обитания и распространение
Населяет открытые луга, болота и сельскохозяйственные районы, при условии наличия поблизости отдельных деревьев или леса для гнездования. Особенно процветает в сельскохозяйственных районах, но может жить и в городских условиях. Капский ворон неплохо себя чувствует в парках, садах и в старых заброшенных зданиях.

## Питание
Питается на земле или у корней деревьев, или в кустарниках.
В пищу употребляет зерно и другие семена, беспозвоночных, которых он выкапывает мощными ударами своего длинного клюва. Капский ворон открывает кукурузные початки до момента их полного созревания, также ест луковицы и мясистые корни некоторых растений, лягушек и мелких рептилий, фрукты и ягоды. Ест яйца и птенцов из гнёзд, размещённых на земле, а также может убивать взрослых птиц весом до одного фунта (особенно домашних). Может собирать насекомых с помёта млекопитающих. Также пригодны бабочки, пчёлы, осы, саранча и муравьи.

## Гнездование
Капский ворон моногамен (найдя себе пару, проводит с ней всю жизнь).
Гнёзда устраивают всегда на деревьях, как правило, ближе к верхушке (предпочитает леса мопане (Colophospermum mopane)). Также известно, что капский ворон гнездится в кустарниках, но это происходит гораздо реже. Как правило, 3—4 яйца розового цвета высиживают в течение 18 — 19 дней, птенцы покрываются оперением примерно через 38 дней. Обычно выживают только 3 птенца.

## Голос
Голос описывают как «кррах-кррах-кррах» или быстрое «ках-ках-ках». Также, он может издавать очень громкие, журчащие звуки, которые распространяются на довольно большое расстояние, и хриплые хихикающие звуки. Есть данные, что у капского ворона наблюдается вокальная мимикрия.